# Geum triflorum
Geum triflorum es una especie de planta de flores perteneciente a la familia Rosaceae. Nativa del Canadá.

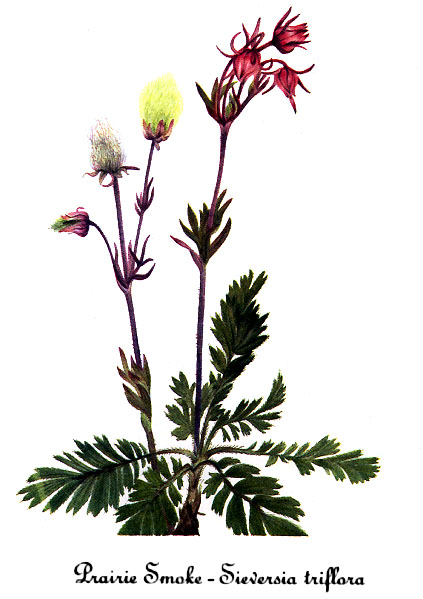
Ilustración

## Características
Es una planta herbácea, perenne con el tallo erecto pubescente que alcanza los 25 cm de altura. Las hojas basales son pinnadas de color verde oscuro y de 3.5 cm de ancho. Las flores son rojizas (sépalos rojos y pétalos de color crema) que siempre aparecen en grupos de tres, tienen 3.5 cm de diámetro.

## Propiedades
Los nativos la utilizaban contra la tuberculosis.

## Taxonomía
Geum triflorium fue descrita por Frederick Traugott Pursh y publicado en Flora Americae Septentrionalis; or, . . . 2: 736, en el año 1814.
Etimología
Geum: nombre genérico que deriva del latín: gaeum(geum) = nombre de una planta, en Plinio el Viejo, con finas raíces negras y de buen olor, que se ha supuesto era la hierba de San Benito (Geum urbanum L.)
triflorium: epíteto latíno que significa "con tres flores".